# Beril·lita
La beril·lita és un mineral de la classe dels silicats. Rep el seu nom de la seva composició química, contenint beril·li.

## Característiques
La beril·lita és un nesosilicat de fórmula química Be₃(SiO₄)(OH)₂·H₂O. Cristal·litza en el sistema ortoròmbic. La seva duresa a l'escala de Mohs és 1.
Segons la classificació de Nickel-Strunz, la beril·lita pertany a «9.AE - Nesosilicats amb anions addicionals (O,OH,F,H₂O); cations en coordinació tetraèdrica [4]» juntament amb els següents minerals: euclasa, sverigeïta, hodgkinsonita, gerstmannita, clinohedrita, stringhamita, katoptrita, yeatmanita i esferobertrandita.

## Formació i jaciments
Va ser descoberta l'any 1954 al mont Karnasurt, al massís de Lovozero, a l'óblast de Múrmansk (Districte Federal del Nord-oest, Rússia). També ha estat descrita a l'àrea del Taseq i a l'altiplà de Kuannersuit, ambdues localitzacions al complex intrusiu d'Ilímaussaq, a Narsaq (Kujalleq, Groenlàndia).